# Quintin Dailey
Quintin "Q" Dailey (nascut al 22 de gener del 1961 a Baltimore, Maryland, mort a Las Vegas el 8 de novembre del 2010) Fou un jugador professional nord-americà de bàsquet.
Va començar a jugar a la Universitat de San Francisco. A l'NBA va jugar als Chicago Bulls, Los Angeles Clippers i els Seattle SuperSonics a l'NBA. Dailey fou seleccionat pels Chicago Bulls al Draft del 1982. Durant la temporada 1983-84, va aconseguir una mitjana de 18,2 punts per partit. Fins al 1992, quan es va retirar, va aconseguir una mitjana total de 7,47 punts per partit durant la seva carrera. En total va fer 7470 punts a la seva carrera.
La carrera de Dailey fou pertorbada per una sèrie de problemes personals, sobretot a causa d'acusacions de violació a la Universitat de San Francisco. Les representants de la "National Organization for Women" van protestar a l'exterior de les guixetes de venda dels Chicago Bulls. També va tenir problemes amb la droga. El 1985 fou hospitalitzat per prendre's cocaïna. Però quan estava en forma era un jugador productiu.
Dailey va participar en la Baltimore Catholic Leaghe.
Dailey va morir a casa seva a Las Vegas, a l'edat de 49 anys, el 8 de novembre del 2010 a causa d'una malaltia cardiovascular. Fou pare d'un fill i una filla.

## Premis i reconeixements
- NCAA AP All-America First Team (1982)
- NBA All-Rookie First Team (1983)